# Siebera dissecta
Siebera dissecta är en flockblommig växtart som beskrevs av George Bentham. Siebera dissecta ingår i släktet Siebera och familjen flockblommiga växter. Inga underarter finns listade i Catalogue of Life.